# Chiesa di Santa Maria (Montecristo)
La chiesa di Santa Maria era un piccolo edificio sacro che si trovava sull'isola di Montecristo, a 22 metri di altitudine e a 130 metri di distanza dal mare.

## Descrizione
Gli scarsi ruderi della chiesa, completamente distrutta da una frana avvenuta il 28 settembre 1992 che fece crollare l'unica parte di muratura superstite (la parete destra, lungo la quale si apriva una porta mediana alta 2 metri e larga 70 centimetri, insieme ad una monofora), si trovano in un piccolo altopiano posto tra due corsi d'acqua (il principale è il Botro di Santa Maria) che sfociano nell'eponima Cala di Santa Maria. Tale caratteristica si potrebbe collocare nell'ambito della simbologia medievale che prevedeva l'edificazione di edifici religiosi inter rivos, ossia tra due corsi d'acqua.
La struttura aveva planimetria rettangolare (lunghezza interna di 8 metri e larghezza di 3) con abside regolarmente orientata ad Est; sino al 1992 erano visibili successive ricostruzioni murarie «a secco» realizzate forse per uso pastorale. Nei pressi si osservano frammenti delle tegole in argilla che ne costituivano la copertura. Nel 1852 Vincenzo Mellini Ponce de León scrisse che «altri avanzi di fabbriche si veggono ad un ottavo di miglio dal mare nella vallata di S. Maria. È un piccolo edifizio rettangolare, le cui pareti sono tutte di pietre scalpellate.»
Successivamente (1875) Gaetano Chierici la descrisse come un «...edificio diroccato (...), opera somigliante alle altre de' Camaldolesi...». Interessante è notare che in un atto del 907, riportato negli Annales Camaldulenses, si legge: «…et questi patroni degiano avere vita e vestimento in la dicta Abadia vel in l'altre gexie de Monte Cristo…». Oltre al monastero di San Mamiliano, quindi, esistevano altre chiese sull'isola: certamente la cappella realizzata dentro la grotta di San Mamiliano e, verosimilmente, la chiesa di Santa Maria.
Sino al 1992, nei pressi dell'edificio si trovava una grande macina scavata in un masso di granodiorite, già descritta da Vincenzo Mellini nel 1852 e da Antonio Angelelli nel 1903. Secondo alcune ipotesi, tale macina testimonierebbe un riutilizzo della chiesetta in mulino per la macinazione del grano o, più verosimilmente, delle olive.